# Hubli
Hubli è una città dell'India di 533.820 abitanti, situata nel distretto di Dharwad, nello stato federato del Karnataka e fa parte della conurbazione di Hubli-Dharwad. In base al numero di abitanti la città rientra nella classe I (da 100.000 persone in su).

## Geografia fisica
La città è situata a 15° 20' 60 N e 75° 10' 0 E e ha un'altitudine di 639 m s.l.m..

## Società

### Evoluzione demografica
Al censimento del 2001 la popolazione di Hubli assommava a 533.820 persone, delle quali 273.037 maschi e 260.783 femmine. Coloro che erano in grado di saper almeno leggere e scrivere erano 375.787, dei quali 206.935 maschi e 168.852 femmine.